# Dolichomitus irritator
Dolichomitus irritator är en stekelart som först beskrevs av Fabricius 1775.  Dolichomitus irritator ingår i släktet Dolichomitus och familjen brokparasitsteklar. Inga underarter finns listade i Catalogue of Life.